# 布盧明頓 (馬里蘭州)
布盧明頓（英語：Bloomington）是位於美國馬里蘭州加勒特縣的一個普查規定居民點。

## 人口
根據2020年美國人口普查的數據，布盧明頓的面積為1.67平方千米，當中陸地面積為1.61平方千米，而水域面積為0.06平方千米。當地共有人口271人，而人口密度為每平方千米162.28人。